# Bakugan (Temporada 1)
La serie de anime Bakugan (2023) es el segundo reinicio de la franquicia Bakugan.
Los primeros trece episodios de la temporada se lanzaron en Netflix en los Estados Unidos el 1 de septiembre de 2023 y luego semanalmente en Disney XD, que comenzó el 23 de septiembre de 2023. La segunda mitad de la temporada se lanzó en Netflix el 8 de enero. 2024.

## Lista de episodios
| No. serie | No. temp. | Título                                                             | Estreno Original         | Estreno Japón      | Estreno Latinoamérica |
| --------- | --------- | ------------------------------------------------------------------ | ------------------------ | ------------------ | --------------------- |
| 1         | 1a        | «Fuego en el cielo» «Dan to Dorago no Deai» (ダンとドラゴの出会い) | 23 de septiembre de 2023 | 5 de abril de 2024 | 16 de febrero de 2024 |
| 1         | 1b        | «Listo para pelear» «Nazo no Kyodai Bakugan» (謎の巨大爆丸)        | 23 de septiembre de 2023 | 5 de abril de 2024 | 16 de febrero de 2024 |
| 2         | 2a        | «Tiranosaurio Flex» «TBA» (TBA)                                    | 23 de septiembre de 2023 | 2024               | 23 de febrero de 2024 |
| 2         | 2b        | «No se aceptan devoluciones» «TBA» (TBA)                           | 23 de septiembre de 2023 | 2024               | 23 de febrero de 2024 |
| 3         | 3a        | «Montón de inadaptados» «TBA» (TBA)                                | 23 de septiembre de 2023 | 2024               | 1 de marzo de 2024    |
| 3         | 3b        | «Pelea o nada» «TBA» (TBA)                                         | 23 de septiembre de 2023 | 2024               | 1 de marzo de 2024    |
| 4         | 4a        | «Las reglas son aburridas» «TBA» (TBA)                             | 23 de septiembre de 2023 | 2024               | 8 de marzo de 2024    |
| 4         | 4b        | «Intensamente genial» «TBA» (TBA)                                  | 23 de septiembre de 2023 | 2024               | 8 de marzo de 2024    |
| 5         | 5a        | «Mis pobres cachorros» «TBA» (TBA)                                 | 23 de septiembre de 2023 | 2024               | 15 de marzo de 2024   |
| 5         | 5b        | «Poder sombra» «TBA» (TBA)                                         | 23 de septiembre de 2023 | 2024               | 15 de marzo de 2024   |
| 6         | 6a        | «Fiesta de salchichas» «TBA» (TBA)                                 | 23 de septiembre de 2023 | 2024               | 22 de marzo de 2024   |
| 6         | 6b        | «Agua dura» «TBA» (TBA)                                            | 23 de septiembre de 2023 | 2024               | 22 de marzo de 2024   |
| 7         | 7a        | «Octogan equivocado» «TBA» (TBA)                                   | 23 de septiembre de 2023 | 2024               | 29 de marzo de 2024   |
| 7         | 7b        | «Comer carne» «TBA» (TBA)                                          | 23 de septiembre de 2023 | 2024               | 29 de marzo de 2024   |